# Hafen von Santos
Der Hafen von Santos (portugiesisch Porto de Santos) ist der Seehafen der Stadt Santos. Er ist der größte Hafen Brasiliens und nach Warenumschlag der verkehrsreichste und wichtigste Containerhafen Lateinamerikas. Durch seine geringe Distanz von ca. 70 km zur zehntgrößten Metropolregion der Welt, São Paulo, stellt der Hafen das wichtigste Einfallstor für Rohstoffe und Waren für die Stadt und den Bundesstaat São Paulo dar. Er wurde 1892 zwar hauptsächlich für den Güterumschlag gebaut, ist heute aber auch das Ziel vieler Kreuzfahrtlinien. Im 19. Jahrhundert galt der Hafen von Santos als der „Hafen des Todes“, als Schiffe es aus Furcht vor dem Gelbfieber vermieden, anzudocken. Im 20. Jahrhundert war es die Immunschwäche AIDS unter den Prostituierten, die den Ruf der Hafenstadt stark beeinträchtigte.

## Geschichte

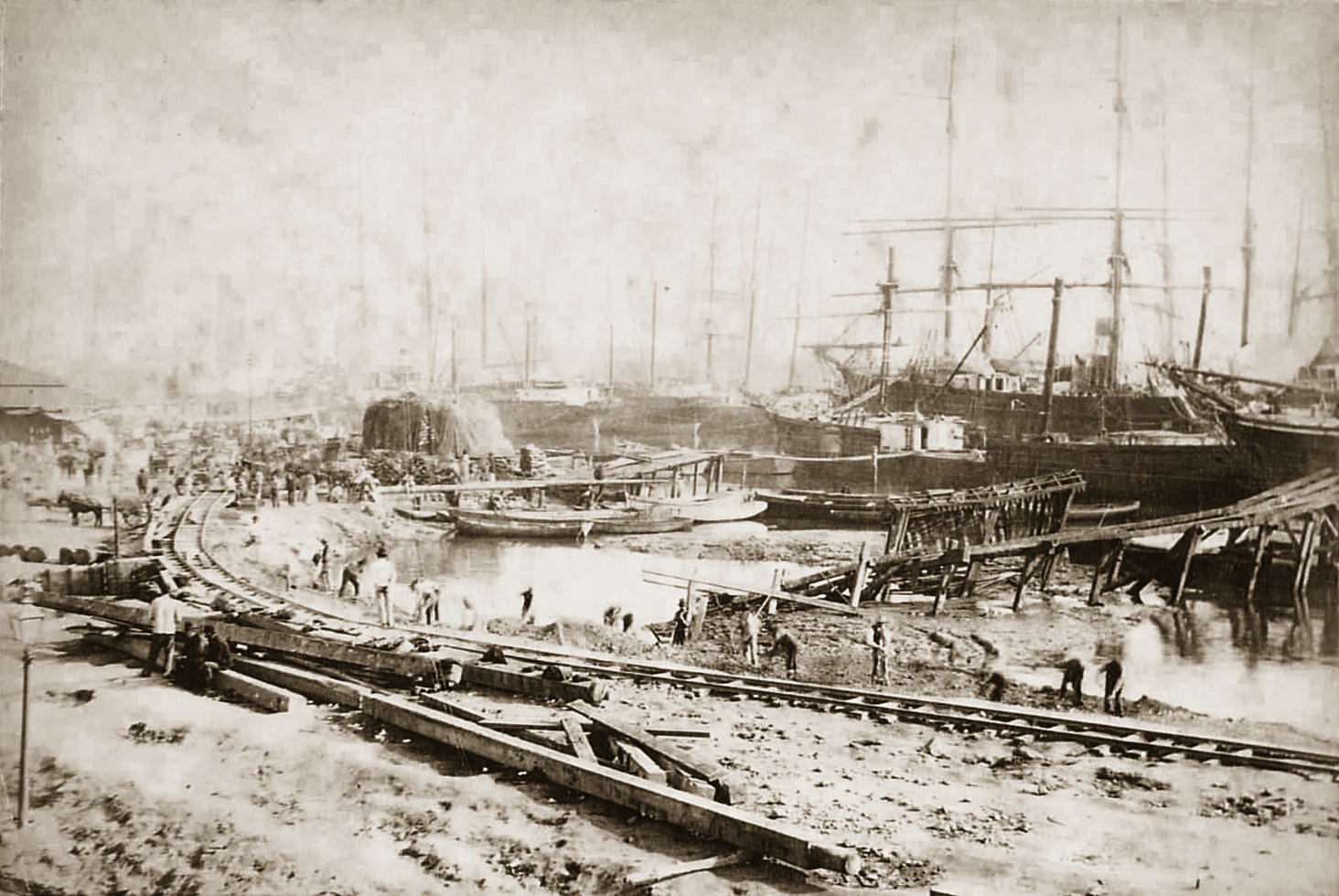
Hafen von Santos, 1870

Der Hafen von Santos wurde am 2. Februar 1892 eingeweiht. Im Zuge des zunehmenden Kaffeeanbaus seit den 1850er Jahren in den Staaten São Paulo und Minas Gerais durch die stetig steigende weltweite Kaffeenachfrage wurde der Bau eines Hafens zur besseren Erschließung des Weltmarktes erforderlich. Mit der Inbetriebnahme der São Paulo Railway im Jahre 1867, die die Hochebene São Paulos über das Küstengebirge mit der Tiefebene von Santos verbindet, wurde die infrastrukturelle Basis für einen Hafen in der Bucht von Santos geschaffen. Im Laufe der Zeit wuchs der Hafen und es wurden nun auch diverse andere Güter umgeschlagen, wie z. B. Zucker, Zitrusfrüchte, Baumwolle, Düngemittel, Kohle, Weizen, Soja und Automobile.

## Struktur des Hafengebietes

### Infrastruktur
Der Hafen von Santos verfügt über 13 km Kaimauer und hat eine Hafennutzungsfläche von 780 ha. Der Hafen besitzt 59 Schiffsliegeplätze. Um den Rückstand im internationalen Vergleich aufzuholen, will die Hafengesellschaft CODESP mit neuen Container-Terminals, einer Fahrrinnen-Vertiefung und dem Ausbau der Liegeplätze in den kommenden Jahren zur internationalen Spitze aufschließen. Dazu werden etwa fünf Mrd. Reais (1,7 Mrd. Euro) an privaten und staatlichen Investitionen ausgegeben.

## Wirtschaft
Der Hafen wird hauptsächlich als Güterumschlagspunkt betrieben. Es werden sowohl Stückgut (Container) als auch Massengut umgeschlagen. Des Weiteren wird der Hafen auch als Anlaufstelle für Kreuzfahrtschiffe genutzt.

### Güterumschlag
Im Jahr 2015 wurden Waren im Rekordwert von 119.931.880 Tonnen umgeschlagen. Somit verzeichnete der Hafen im Vergleich zu 2014 mit einem Umschlag 111.159.485 Tonnen ein Wachstum von 7,9 %.
Auch der Containerhafen verzeichnete mit 3.779.999 umgeschlagenen Standardcontainern (TEU) einen Zuwachs im Vergleich zu 2014 (3.684.845 TEU) von 3,3 %.
Die größten positiven absoluten Veränderungen, im Vergleich zwischen 2014 und 2015, waren Mais (plus 6.716.551 t; +75,8 %), containerisierte Ladung (plus 2.409.126 t, +11,6 %) und Zucker (plus 758.075 t, 4,8 %). Die stärksten Rückgänge im Vergleichszeitraum hatte Schüttgut (minus 358.836 t; −8,2 %), Dieselöl und Heizöl (minus 322 907 t; −16,2 %) und Benzin (minus 187 298 t; −13,8 %).

### Personenschifffahrt
In der Saison 2014/2015 besuchten 738.981 Passagiere den Hafen mit Kreuzfahrtschiffen. Der Hafen wurde im gleichen Zeitraum durchschnittlich 156 Mal von 17 verschiedenen Kreuzfahrtschiffen angelaufen.